# Jan Svoboda (pedagog)
Jan Svoboda (9. května 1800 ? Hořepník – 27. září 1844 Praha), označovaný i jako Jan Vlastimír Svoboda, byl český pedagog, průkopník nových směrů v předškolní výchově.

## Život
Narodil se do rodiny měšťana Václava Svobody a jeho ženy Josefy rozené Procházkové. Studoval na kněžském semináři v Klagenfurtu, ale těsně před vysvěcením se vrátil do Čech a nastoupil jako vychovatel v Týnské škole škole v Praze. Jeho učitelského talentu si brzy všiml purkmistr Petr ze Sporschilů a zaplatil mu studijní cestu po Německu, aby se seznámil s tamním školským systémem. Po návratu jej hrabě Karel Chotek požádal, aby založil opatrovnu (dnes bychom řekli mateřskou školu) pro 2 – 6leté děti, která by se měla stát vzorem pro další podobná zařízení.
Svobodova vzorná opatrovna vznikla roku 1832 v ulici Na Hrádku na Novém Městě pražském a sloužila rodinám ze čtvrti pod Emauzy. K hlavní zásadě jejího zakladatele patřilo, že základem duševního vychování je zdravé tělo. Denní program přenesl z budovy na čerstvý vzduch do zahrady. Dále pomocí her, říkanek a zpěvu připravoval své svěřence na vstup do školy. Pořídil pro děti malé nářadíčko a vysvětloval na něm práci řemeslníků. Učil děti základům čtení (porovnáváním vyslovených hlásek s napsanými písmeny) a psaní (přes „rejsování“), učil i základům němčiny na předmětech z denního života. Jeho žáci tak přicházeli v šesti letech se solidním základem na běžné školy. Opatrovna také poskytovala praxi budoucím učitelům. Pomocným učitelem tu určitou dobu byl i obrozenec Josef Franta Šumavský.
Svoje zkušenosti vydal i knižně – známé byly jeho knihy Školka (přeložena i do polštiny a dánštiny), Malý čtenář, Malý písař a Malý Čech a Němec.
V roce 1842 přestoupil jako učitel do běžné školy u sv. Mikuláše na Malé Straně, údajně jako první, kdo za to nemusel zaplatit úplatek. Dva roky na to ale zemřel na tuberkulózu.
 Pohřben byl na Malostranském hřbitově.
Jan Svoboda položil základ pozdějšímu vývoji v předškolní výchově. V roce 1846 byl na budově hrádecké opatrovny, kterou převzal Řád milosrdných sester, odhalen jeho pomník. V roce 1908 umístili pamětní desku i na jeho rodný dům v Hořepníku č. 66.

## Další informace
Po Janu Svobodovi je pojmenována Svobodova ulice v Praze na rozhraní Nového Města a Vyšehradu.